# Aethianoplis violaceipennis
Aethianoplis violaceipennis là một loài tò vò trong họ Ichneumonidae.